# Die göttliche Ordnung
Die göttliche Ordnung ist ein Schweizer Filmdrama von Petra Volpe, die auch das Drehbuch zum Film schrieb. Ein Kinostart in der Schweiz war am 9. März 2017, in Deutschland und Österreich am 3. August 2017. Der Film ist sowohl in der Originalsprache als auch in deutscher und französischer Synchronisation verfügbar.

## Handlung
Die junge Hausfrau und Mutter Nora wohnt 1971 mit ihrem Ehemann Hans, ihren zwei Söhnen sowie dem missmutigen Schwiegervater Gottfried in einem kleinen, friedlichen Dorf im Appenzellerland. Dort, in der Schweizer Idylle, ist fast gar nichts oder nur wenig von den sozialen Umwälzungen auf der Welt zu spüren, die sich seit der 68er-Bewegung ereignen, und auch Noras Leben blieb davon unberührt. Es herrscht ganz im Gegenteil die Meinung, Emanzipation sei ein Fluch, eine Sünde der Natur und gegen die göttliche Ordnung.
Als Nora wieder anfangen möchte zu arbeiten, verweigert ihr Mann die Erlaubnis und beruft sich dabei auf das Ehegesetz, das die Frau verpflichtet, sich um den Haushalt zu kümmern. Obwohl sie ein ruhiger Mensch ist, der sich alles gefallen lässt, erwacht jetzt Noras Widerstand. Sie beginnt feministische Literatur zu lesen, enge Jeans und wilden Pony zu tragen und besucht mit anderen Dorffrauen in Zürich eine Frauendemo sowie einen Workshop für sexuelle Befreiung. Ihre Mitstreiterinnen sind Vroni, die ehemalige Wirtin des Gasthofs Bären, die neue Pächterin Graziella aus Italien sowie die Bäuerin Theresa, ihre Schwägerin. Deren jugendliche Tochter Hanna wird von der Vormundschaftsbehörde in ein Erziehungsheim gesteckt, weil sie Cannabis konsumiert und mit Männern herumhängt.
Als die Frauen sich, öffentlich und kämpferisch, für das Stimmrecht der Frauen in der Schweiz einsetzen und zu einem Streik aufrufen, gerät der Dorf- und Familienfrieden gehörig ins Wanken. Hans äussert Nora gegenüber die Absicht, sich von ihr zu trennen. Die Frauen campieren gemeinsam im Gasthof Bären und lassen ihre Männer sich um Haushalt und Kinder kümmern. Als wütende Männer ihre Frauen gewaltsam heimholen, bricht Vroni, empört über diese rohe Gewalt, zusammen und stirbt. An der Trauerfeier in der Kirche ergreift Nora das Wort, um Vroni als mutige Frau zu würdigen, die von der Männerwelt ungerecht behandelt wurde. Für sie bedeutet der göttliche Plan, dass alle Menschen gleichberechtigt sind. Hans, dem die Trennung von seiner Frau zu schaffen macht und der seinen Bruder, den völlig verzweifelten Bauern Werner, vor dem Suizid bewahrt hat, zeigt sich daraufhin versöhnlich. Am 7. Februar 1971 stimmt auch in dem kleinen Appenzeller Dorf eine knappe Mehrheit für die Einführung des Frauenstimmrechts.

## Produktion
Regie führte Petra Volpe, die auch das Drehbuch zum Film schrieb. Der Regisseurin zufolge zeigt ihr Film keine Schwarz-Weiss-Welt, in der die Männer die Täter und die Frauen die Opfer sind, sondern auch, wie die Männer irgendwie in dieser Welt kleingehalten werden. Im Film sagt die Erbin einer Sägerei, die als einzige Frau im Dorf etwas zu sagen hat: „Frauen in der Politik, meine Damen, das ist schlichtweg gegen die göttliche Ordnung“, eine Aussage, auf die sich der Titel des Films bezieht. Die Schweiz, eine der ältesten Demokratien der Welt, war einer der letzten europäischen Staaten, die das Frauenwahlrecht einführten, gemeinsam mit dem in der Schweiz bedeutenderen Stimm- und Initiativrecht, auf welches ausserhalb der Schweiz die Menschen immer noch warten müssen.
Die in Berlin geborene Schauspielerin Marie Leuenberger ist in der Hauptrolle der Schweizer Hausfrau Nora zu sehen. Maximilian Simonischek spielt ihren Ehemann Hans.
Der Film erhielt von der Aargauer Kuratorium Kulturförderung des Kantons Aargau eine Produktionsförderung in Höhe von 100’000 CHF.
Die Dreharbeiten fanden von 22. Februar bis 1. April 2016 in den Ostschweizer Orten Trogen, Rehetobel, Gais, Herisau, Heiden, Rheineck und Flawil statt.
Der Film feierte am 9. März 2017 im deutschsprachigen Teil der Schweiz seine Premiere und kam am 3. August 2017 in die deutschen Kinos. Im April 2017 wurde Die göttliche Ordnung beim Tribeca Film Festival vorgestellt, im Juni desselben Jahres lief der Film beim Sydney Film Festival. Im August 2017 wurde Die göttliche Ordnung am Internationalen Filmfestival von Locarno in der Sektion Panorama Suisse gezeigt und am 15. April 2018 beim Belfast Film Festival.

## Rezeption

### Kritiken
Bislang überzeugte der Film 85 Prozent aller Kritiker bei Rotten Tomatoes.
In der Tiroler Tageszeitung heisst es, Petra Volpe gehe differenziert vor, zeige eine Antistimmrechtsaktivistin als Antagonistin und auch Männer als Leidtragende starrer Geschlechterrollen. Dort heisst es weiter, jede der fiktiven Figuren stehe für eine bestimmte Form der Willkür, der die Schweizer Frauen durch die Männer ausgesetzt waren: „Nora kann ohne die Zustimmung ihres Ehemanns weder Geld ausgeben noch einen Job annehmen, die ehemalige Wirtin Vroni ist nach dem Tod ihres schlecht wirtschaftenden Mannes mittellos und – besonders schockierend – Noras jugendliche Nichte wird wegen ihres ‚wilden‘ Lebensstils von der Vormundschaft in ein Erziehungsheim eingewiesen.“
Marc Reichwein von Welt Online meint, die Entwicklung der Protagonistin habe Scherz, Satire, Ironie und sogar tiefere Bedeutung, doch die Nebenfiguren neigten zur Karikatur. Zudem bleibe der Plot insgesamt zahm und es werde eine Sittengeschichte erzählt, die sich heute vermutlich auch alle Herren, die einstmals gegen Frauenrechte knurrten, gefällig ansehen könnten. Reichwein bemängelt zudem, dass der Film in Deutschland in steifer Hochdeutsch-Synchronisation statt in untertitelter Schweizer Mundart gezeigt wird, trage nicht zum Vertrauen in die Dialogfertigkeit des helvetischen Kinos bei, weshalb dieser unterm Strich trotz tollen Settings und gut besetzter Figuren mehr Fernsehfilm als ganz großes Kino bleibe.
Anita Fetz von der Zeit schreibt, Die göttliche Ordnung sei nicht zuletzt deshalb ein wichtiger Film, weil die jüngere Generation kaum mehr etwas über diese Kämpfe wisse. Auch zeige der Film, dass auch Männer unter der rigiden Rollenverteilung litten und dass, wo immer es um Frauenrechte gehe, es auch Nattern in Frauengestalt gebe, die vorneweg dagegen wetterten, wie im Film die Vorsitzende des „Aktionskomitees gegen die Verpolitisierung der Frau“. Der Film leuchte wie mit dem Brennglas in die reaktionäre, verschlossene Welt der kleinbürgerlichen Schweiz der Nachkriegszeit und besteche durch seine charmant-verspielte, witzige, tragische Inszenierung und seine hervorragenden Schauspielerinnen.

### Einspielergebnis
In der Schweiz verkaufte der Film 356’855 Kinoeintritte und ist damit in den Top Ten der erfolgreichsten Schweizer Kinofilme der letzten 40 Jahre. In Deutschland sahen ihn 126.614 Besucher.

### Auszeichnungen (Auswahl)
Von der Schweiz wurde Die göttliche Ordnung als Nominierungskandidat in der Kategorie Bester fremdsprachiger Film für die Oscarverleihung 2018 eingereicht. Im Folgenden eine Auswahl bekannter Preisverleihungen.
Palm Springs International Film Festival 2018
- Nominierung als Bester fremdsprachiger Film[20] (Petra Volpe)

Satellite Awards 2017
- Nominierung als Bester internationaler Spielfilm[21]

Schweizer Filmpreis 2017
- Auszeichnung für das Beste Drehbuch (Petra Volpe)
- Nominierung als Bester Spielfilm
- Auszeichnung als Beste Darstellerin (Marie Leuenberger)
- Nominierung als Bester Darsteller (Max Simonischek)
- Auszeichnung für Beste Darstellung in einer Nebenrolle (Rachel Braunschweig)
- Nominierung für Beste Darstellung in einer Nebenrolle (Therese Affolter)
- Nominierung für Beste Darstellung in einer Nebenrolle (Sibylle Brunner)[22][23]

Tribeca Film Festival 2017
- Nominierung für den Jury Award als Best International Narrative Feature (Petra Volpe)
- Auszeichnung als Beste Schauspielerin in einem internationalen Spielfilm (Marie Leuenberger)
- Auszeichnung mit dem Nora Ephron Prize (Petra Volpe)[24]